# أبو بكر الصنوبري
أبو بكر الصنوبري (توفي سنة 334 هـ/945 م)، هو أحمد بن محمد بن الحسن بن مرار الضبي الحلبي الأنطاكي أبو بكر، كان جده الحسن صاحب بيت الحكمة للمأمون، فتكلم بين يديه فأعجبه كلامه وشكله فقال: إنك لصنوبري الشكل، فلزمه هذا اللقب. ويعرف بشاعر الروضيات، لاقتصار أكثر شعره على وصف الرياض والأزهار. تنقل بين حلب ودمشق، وكان ممن يحضر مجالس سيف الدولة، وكان الصنوبري يشرف على مكتبة قصره.

## ديوانه
جمع الصولي ديوان الصنوبري في نحو مائتي ورقة، وجمع الشيخ محمد راغب الطباخ ما وجده من شعره في كتاب صغير سماه «الروضيات». وفي كتاب «الديارات» للشابشتي زيادات على ما في الروضيات. وحققت درية الخطيب بالاشتراك مع زوجها محمد لطفي الصقال تتمة ديوان الصنوبري.

## نماذج من شعره
قال في حلب:
ووصف الناعورة قائلًا: